# Příliš osobní známost
Příliš osobní známost je české a slovenské komediální drama z roku 2020 režisérky Marty Ferencové. Scénář k filmu napsala Ferencová společně s Evou Twardzikovou, na jejíž knize je založen příběh filmu.
V hlavních rolích se objevili Petra Hřebíčková, Tatiana Dyková, Eliška Balzerová, Branislav Trifunović, Janko Popović Volarić, Predrag Manojlović a Ľuboš Kostelný. Titulní píseň k filmu nazpívali slovenská hudební skupina IMT Smile společně s českou herečkou Nikol Štíbrovou. Premiéra filmu v českých kinech proběhla dne 23. ledna 2020.

## Obsazení
| Petra Hřebíčková      | Natálie                     |
| Tatiana Dyková        | Simona                      |
| Eliška Balzerová      | Eva                         |
| Branislav Trifunović  | Marek                       |
| Janko Popović Volarić | Viktor                      |
| Predrag Manojlović    | Ervín                       |
| Ľuboš Kostelný        | Simonin bývalý manžel Stano |
| Zuzana Onufráková     | Stanova milenka             |
| Marián Mitaš          | Oliver                      |
| Valentýna Bečková     | Terezka                     |
| Matyáš Kovář          | Šimon                       |
| Eva Leinweberová      | ekonomka                    |
| Jana Radojčičová      | soudkyně                    |
| Nataša Burger         | sekretářka                  |
| Anežka Rusevová       | Markova kolegyně            |
| Linda Kotisová        | Markova kolegyně            |
| Julie Špačková        | modelka                     |

## Recenze
Film získal u filmových kritiků podprůměrná hodnocení:
- Mirka Spáčilová, iDNES.cz, 24. ledna 2020, [4]
- František Fuka, FFFILM, 22. ledna 2020, [5]
- Stanislav Dvořák, Novinky.cz, 23. ledna 2020, [6]
- Jan Varga, Filmspot.cz, 22. ledna 2020, [7]
- Jan Jaroš, Kultura 21, 29. ledna 2020, [8]
- Lenka Vosyková, Červenýkoberec.cz, 23. ledna 2020, [9]